# Högkoppen
Högkoppen är klippor i Finland.   De ligger i kommunen Pargas i landskapet Egentliga Finland, i den sydvästra delen av landet, 210 km väster om huvudstaden Helsingfors. Högkoppen ligger 4 meter över havet. De ligger på ön Mösskobben.
Terrängen runt Högkoppen är mycket platt.